# Secastilla (kommunhuvudort)
Secastilla är en kommunhuvudort i Spanien.   Den ligger i provinsen Provincia de Huesca och regionen Aragonien, i den nordöstra delen av landet, 400 km nordost om huvudstaden Madrid. Secastilla ligger 610 meter över havet och antalet invånare är 140.
Terrängen runt Secastilla är kuperad, och sluttar söderut. Runt Secastilla är det glesbefolkat, med 9 invånare per kvadratkilometer. Närmaste större samhälle är Barbastro, 19,9 km sydväst om Secastilla. 